# 32899 Knigge
32899 Knigge este un asteroid din centura principală de asteroizi.

## Descriere
32899 Knigge este un asteroid din centura principală de asteroizi. A fost descoperit pe 4 august 1994 la Tautenburg de Freimut Börngen. El prezintă o orbită caracterizată de o semiaxă mare de 3,07 ua, o excentricitate de 0,16 și o înclinație de 13,4° în raport cu ecliptica.